# ジム・アドゥチ
ジェームズ・デビッド・アドゥチ（James David "Jim" Adduci、1959年8月9日 - ）は、アメリカ合衆国・イリノイ州シカゴ出身の元プロ野球選手（外野手）。
ファミリーネームの発音は、アメリカでは「アドゥシー」に近い。
なお、同名の息子のジム・アドゥチもメジャーリーガーで、10年間のマイナー生活を経て2013年にテキサス・レンジャーズでメジャーデビューした。

## 経歴
1977年のMLBドラフト28巡目でフィラデルフィア・フィリーズから指名されるも拒否。
1980年のMLBドラフト7巡目でセントルイス・カージナルスに指名され契約。1983年9月12日にメジャーデビューを果たし、10試合に出場。
1984年、1985年はいずれもメジャーでの出場はなかった。
1986年にミルウォーキー・ブルワーズでメジャー再昇格を果たし、3試合に出場。
1987年シーズン途中にNPBの横浜大洋ホエールズに入団。大柄な体からアッパー気味のバットスイングで一発長打を期待されたものの、今一つ迫力と確実性に欠け、シーズン終了後に退団。なお、同年の大洋はカルロス・ポンセとダグ・ローマンの2人の外国人選手でシーズンをスタートした。しかし、開幕直後に元メジャーリーガーのシクスト・レスカーノを獲得。当時の外国人枠からはみ出したローマンはファームを拒否して退団。レスカーノも極度の不振から結局1か月足らずで退団してしまう。アドゥチは急遽その穴埋めを迫られての獲得で、そこそこまとまってはいたものの特筆すべき点もなく、残留には至らなかった。
1988年にブルワーズに復帰し、44試合に出場してメジャー唯一の本塁打も記録。
1989年にフィラデルフィア・フィリーズに移籍するも、13試合の出場に終わり、同年限りで現役引退。

## 詳細情報

### 年度別打撃成績
| 年 度    | 球 団    | 試 合 | 打 席 | 打 数 | 得 点 | 安 打 | 二 塁 打 | 三 塁 打 | 本 塁 打 | 塁 打 | 打 点 | 盗 塁 | 盗 塁 死 | 犠 打 | 犠 飛 | 四 球 | 敬 遠 | 死 球 | 三 振 | 併 殺 打 | 打 率 | 出 塁 率 | 長 打 率 | O P S |
| -------- | -------- | ----- | ----- | ----- | ----- | ----- | -------- | -------- | -------- | ----- | ----- | ----- | -------- | ----- | ----- | ----- | ----- | ----- | ----- | -------- | ----- | -------- | -------- | ----- |
| 1983     | STL      | 10    | 21    | 20    | 0     | 1     | 0        | 0        | 0        | 1     | 0     | 0     | 0        | 0     | 0     | 1     | 0     | 0     | 6     | 0        | .050  | .095     | .050     | .145  |
| 1986     | MIL      | 3     | 13    | 11    | 2     | 1     | 1        | 0        | 0        | 2     | 0     | 0     | 0        | 1     | 0     | 1     | 0     | 0     | 2     | 1        | .091  | .167     | .182     | .348  |
| 1987     | 大洋     | 82    | 309   | 280   | 35    | 75    | 19       | 3        | 13       | 139   | 48    | 1     | 1        | 1     | 1     | 26    | 2     | 1     | 73    | 2        | .268  | .331     | .496     | .828  |
| 1988     | MIL      | 44    | 97    | 94    | 8     | 25    | 6        | 1        | 1        | 36    | 15    | 0     | 1        | 0     | 3     | 0     | 0     | 0     | 15    | 1        | .266  | .258     | .383     | .641  |
| 1989     | PHI      | 13    | 19    | 19    | 1     | 7     | 1        | 0        | 0        | 8     | 0     | 0     | 0        | 0     | 0     | 0     | 0     | 0     | 4     | 0        | .368  | .368     | .421     | .789  |
| MLB：4年 | MLB：4年 | 70    | 150   | 144   | 11    | 34    | 8        | 1        | 1        | 47    | 15    | 0     | 1        | 1     | 3     | 2     | 0     | 0     | 27    | 1        | .236  | .242     | .326     | .568  |
| NPB：1年 | NPB：1年 | 82    | 309   | 280   | 35    | 75    | 19       | 3        | 13       | 139   | 48    | 1     | 1        | 1     | 1     | 26    | 2     | 1     | 73    | 2        | .268  | .331     | .496     | .828  |

### 個人記録
NPB
- 初出場：1987年6月12日、対阪神タイガース9回戦（阪神甲子園球場）、6番・左翼手で先発出場
- 初打席・初安打：同上、2回にマット・キーオから単打
- 初本塁打・初打点：同上、8回に山本和行から右越ソロ

### 背番号
- 14 （1983年、1988年）
- 9 （1986年）
- 5 （1987年）
- 18 （1989年）